# L'eroe sono io
L'eroe sono io (tdl. ‘El héroe soy yo’) es una película de comedia italiana de 1952 dirigida por Carlo Ludovico Bragaglia y protagonizada por Renato Rascel, Delia Scala y Marisa Merlini. Se rodó en los estudios Cinecittà de Roma. Los decorados de la película fueron diseñados por el director de arte Alberto Tavazzi.

## Argumento
Righetto se enamora de Silvia, quien erróneamente cree que él es una estrella de fotonovelas. Cuando descubre la verdad ella lo abandona. Sin embargo, se convierte en un héroe al rescatarla de una banda de criminales.

## Reparto
- Renato Rascel como Righetto.
- Delia Scala como Silvia.
- Andrea Checchi como Busatti.
- Achille Togliani como Bob D'Alba.
- Marisa Merlini como Lucille.
- Francesco Golisano como Giuseppe.
- Enzo Biliotti como De Santis.
- Pasquale Fasciano como Tony Flanaghan.
- Arturo Bragaglia como médico local.
- Gildo Bocci como dueño del carrito de helados.
- Peppino De Martino como Er Pirata.
- Gianni Baghino como Osvaldo, el ladrón.

## Recepción
Una reseña italiana de la época recogida en Cinematografo.it afirma que «se trata de una comedia que no suele provocar hilaridad en el público».